# Fed Cup 2015 Wereldgroep I play-offs
De Fed Cup 2015 Wereldgroep I play-offs vormden een naspel van de Fed Cup 2015, waarin promotie en degradatie tussen de twee hoogste niveaus (Wereldgroep I en Wereldgroep II) werden bevochten.
De wedstrijden werden gespeeld op 18 en 19 april 2015.

## Reglement
De vier verliezende teams van de eerste ronde van Wereldgroep I en de vier winnaars van Wereldgroep II nemen aan dit naspel deel. Het ITF Fed Cup comité bepaalt welke vier landen geplaatst worden, aan de hand van de ITF Fed Cup Nations Ranking. Hun tegenstanders worden door loting bepaald. Welk land thuis speelt, hangt af van hun vorige ontmoeting (om de andere), dan wel wordt door loting bepaald als zij niet eerder tegen elkaar speelden. Een landenwedstrijd bestaat uit (maximaal) vijf "rubbers": vier enkelspelpartijen en een dubbelspelpartij. Het land dat drie "rubbers" wint, is de winnaar van de landenwedstrijd. De vier winnende landen plaatsen zich voor de Fed Cup Wereldgroep I in het jaar erop. De vier verliezende landen zullen in het volgend jaar deelnemen in Wereldgroep II.

## Deelnemers
In 2015 namen de volgende acht landen deel aan de Wereldgroep I play-offs:
- Australië (verloor van Duitsland in Wereldgroep I)
- Canada (verloor van Tsjechië in Wereldgroep I)
- Italië (verloor van Frankrijk in Wereldgroep I)
- Polen (verloor van Rusland in Wereldgroep I)
- Nederland (won van Slowakije in Wereldgroep II)
- Roemenië (won van Spanje in Wereldgroep II)
- Verenigde Staten (won van Argentinië in Wereldgroep II)
- Zwitserland (won van Zweden in Wereldgroep II)

## Plaatsing, loting en uitslagen
Geplaatste teams hebben het plaatsingcijfer tussen haakjes.
| locatie          | ondergrond    | thuisspelend land | uitslag | uitspelend land  |
| ---------------- | ------------- | ----------------- | ------- | ---------------- |
| Brindisi         | gravel        | Italië (1)        | 3-2     | Verenigde Staten |
| 's-Hertogenbosch | gravel (i)    | Nederland         | 4-1     | Australië (2)    |
| Zielona Góra     | hardcourt (i) | Polen (3)         | 2-3     | Zwitserland      |
| Montreal         | hardcourt (i) | Canada (4)        | 2-3     | Roemenië         |

### Vervolg
- Italië handhaafde haar niveau, en bleef in Wereldgroep I.
- Nederland, Roemenië en Zwitserland promoveerden van Wereldgroep II in 2015 naar Wereldgroep I in 2016.
- Verenigde Staten wist niet te ontstijgen aan Wereldgroep II.
- Australië, Canada en Polen degradeerden van Wereldgroep I in 2015 naar Wereldgroep II in 2016.